# Hebecnema patersoni
Hebecnema patersoni är en tvåvingeart som först beskrevs av Zielke 1971.  Hebecnema patersoni ingår i släktet Hebecnema och familjen husflugor. Inga underarter finns listade i Catalogue of Life.